# Municipio de Van Buren (condado de Clay)
El municipio de Van Buren (en inglés: Van Buren Township) es un municipio ubicado en el condado de Clay en el estado estadounidense de Indiana. En el año 2010 tenía una población de 3528 habitantes y una densidad poblacional de 42,15 personas por km².

## Geografía
Según la Oficina del Censo de los Estados Unidos, tiene una superficie total de 83.7 km², de la cual 83.35 km² corresponden a tierra firme y (0.42%) 0.35 km² es agua.

## Demografía
Según el censo de 2010, había 3528 personas residiendo. La densidad de población era de 42,15 hab./km². De los 3528 habitantes, estaba compuesto por el 97.59% blancos, el 0.54% eran afroamericanos, el 0.2% eran amerindios, el 0.28% eran asiáticos, el 0.03% eran isleños del Pacífico, el 0.45% eran de otras razas y el 0.91% pertenecían a dos o más razas. Del total de la población el 0.99% eran hispanos o latinos de cualquier raza.